# 동물상

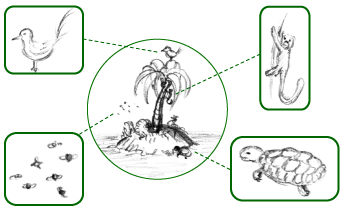

동물상(動物相, 영어: fauna)은 특정 지역에 자라고 있는 모든 동물의 종류를 가리키며 식물상에 대비한다. 이 용어의 영어 낱말 fauna는 1745년 그의 서적 스웨덴의 동물상(Fauna Suecica)에서 처음 사용되었다. 동물군이라고도 한다.

## 하부 분류
- 내재저서 생물
- 표서 동물상
- 대형 동물상
- 거대 동물상
- 미소 동물상
- 중형 동물상
- 소형 동물상
- 기타 (조류 동물상 등)

## 기원
어떤 동물군이 지구상의 어느 곳에서 기원했는가를 확정하는 것은 쉽지 않지만, 화석의 자료는 동물군의 기원을 추정하는 유력한 단서가 된다. 그리고 현재 번성하고 있는 동물군은 현존하는 종(種)이나 속(屬)의 수가 가장 많은 지방이 그 동물군의 기원지인 경우가 많다.
금세기 초에 헨들리리시는 육생동물의 진화 중심지는 어떤 특정한 지역이 아니라고 주장하면서 새로운 동물군이 세계 도처에서 기원했다고 하는 '범기원설(汎起源說)'을 제창했다.
머슈는 북만주의 온대기후는 극지에서 시작된 빙하의 남하로 변화되었고, 따라서 북만주의 육생 척추동물은 이 새로운 기후 조건에 적응하여 진화해 왔으므로, 이들 동물이 기원한 중심지는 전북구이며, 진화해 오는 동안 거기서부터 새로운 동물들이 각지에 방사상으로 분산된 것이라고 생각했다.
달링턴은 파충류·조류·포유류는 모두 열대지방에 많고 거기서 더 분화했으며, 구세계(구대륙)의 열대에서 주로 북방을 향해 분산된 것으로 보아, 척추동물이 기원한 중심지는 구대륙의 열대라고 생각했다.
큘텐은 최근 대륙이동설의 성과와 화석자료에 의해, 파충류와 포유류의 목(目)의 기원지를 다음과 같이 추정하고 있다. 파충류의 전성시대에 세계는 로렌시아와 곤드와나의 두 대륙으로 갈라졌고, 이 대륙들 사이에는 테티스 해라는 바다가 있었는데, 악어·용반(龍盤)·조반(鳥盤)의 3목(目)은 곤드와나 대륙이 기원지였고, 거북·유린(有鱗) 등의 목은 로렌시아가 기원지인데, 익룡목(翼龍目)의 기원지는 밝히지 못했다.
포유류의 분화가 시작된 백악기 중엽까지는 대륙간의 분리는 그다지 많지 않아 원시포유류는 어디에나 분산해 갈 수 있었다. 그러나 대륙이동이 진행됨에 따라, 포유류는 차츰 서로 격리되는 비율이 높아졌다. 그것은 특히 곤드와나 대륙이 남아메리카·아프리카·인도·오스트레일리아·남극대륙 등으로 분열되면서 격심했다. 또 로렌시아에서는 북아메리카가 유럽에서 떨어져 나갔는데 완전히 분리되지 않고 신생대 제3기 초까지는 아직 육지의 연결부분이 남아 있었다.
한편 이 무렵, 테티스 해로부터 북극해에 걸쳐 내륙해가 넓어지면서 유럽과 아시아간의 포유류의 이동은 거의 두절되었다. 대륙이동에 따라 로렌시아가 분열되어 생긴 북아메리카·유럽·아시아 대륙에서는, 박쥐목(익수목)·영장목·식육목·말목<기제목(奇蹄目)>·소목<우제목(隅蹄目)>·쥐목<설치목(齧蚩目)>·토끼목·유린목(有鱗目)의 8목과, 지금은 멸종되고 없는 7목을 합해 15목이 기원했는데, 로렌시아에서는 각 대륙당 평균 5,6목의 동물들이 기원했다. 한편, 남아메리카에서는 빈치목, 멸종한 유제초식 동물인 남제목(南蹄目), 역시 멸종해 버린 코끼리를 닮은 화수목(火獸目), 말·낙타를 닮은 활거목(滑距目), 대형 유제초식 동물인 휘수목(輝獸目)의 6목이 기원했다. 아프리카에서는 장비목(長鼻目)·바위너구리목·관치목의 3목과 멸종된 거대한 몸집의 중각목(重脚目)이 기원했고, 바다에 사는 바다소와 멸종한 데스모스틸루스의 2목도 여기서 기원했다. 오스트레일리아에서는 유대류인 반디쿠트·디프로트던, 그리고 단공류가 기원했다.
이상의 자료에 의하면 모든 대륙에서 거의 균일하게 동물의 목이 기원한 것으로 생각되나, 동물이 분산하여 현재의 과가 지리적으로 분포한다고 볼 때 달링턴의 주장을 무시하기는 어렵다.

## 참조
1. ↑  http://en.wikisource.org/wiki/1911_Encyclop%C3%A6dia_Britannica/Linnaeus
2. ↑  《글로벌 세계대백과사전》, 〈동물군 기원지의 추정〉

## 같이 보기
- 동물
- 식물상
- 생물 다양성
- 생물 군계
- 생태학
- 생태계
- 환경 운동
- 유전자풀
- 유전자 공해
- 자연 환경